# Maślany

Ogólny wzór estrów: maślanów i izomaślanów

Maślany – związki chemiczne, sole lub estry kwasu masłowego o wzorze ogólnym (C3H7COO)aXa
gdzie:
X – (i) atom metalu (sole) lub (ii) grupa alkilowa lub arylowa (estry)
a – wartościowość metalu

## Maślany jako sole
- maślan sodu – C3H7COONa
- maślan potasu – C3H7COOK
- maślan wapnia – (C3H7COO)2Ca
- maślan magnezu -(C3H7COO)2Mg
- maślan żelaza(III) – (C3H7COO)3Fe
- maślan amonu – C3H7COONH4

## Maślany jako estry
- maślan metylu – C3H7COOCH3
- maślan etylu – C3H7COOC2H5
- maślan propylu – C3H7COOC3H7
- maślan butylu – C3H7COOC4H9